# Albert Guérin
Pour les articles homonymes, voir Guérin.
Albert Guérin, né le 24 mars 1893 à Avignon et mort le 19 mars 1974 à Buenos Aires, est un industriel et résistant français, Compagnon de la Libération. Chef d'entreprise expatrié en Argentine pour le besoin de ses affaires, il revient en métropole pour s'engager dans les combats de la première guerre mondiale au cours de laquelle il est victime des gaz de combat. Toujours en Amérique du sud lorsque survient la seconde guerre mondiale, il entreprend une action de résistance locale contre l'Allemagne, rassemblant autour de lui d'anciens combattants et collectant des fonds destinés à l'aide au financement de la France libre.

## Biographie

### Jeunesse
Albert Guérin naît le 24 mars 1893 à Avignon, dans le Vaucluse. Fils d'un industriel dans la parfumerie, il suit les traces paternelles et, en 1911, s'installe en Argentine pour reprendre l'entreprise familiale.

### Première guerre mondiale
Bien que dispensé de service militaire, il revient en France lors de la déclaration de guerre de 1914 pour s'engager volontairement,. Affecté dans un premier temps au 55e régiment d'artillerie de campagne, il est ensuite muté au 19e régiment d'artillerie de campagne où il arrive le 11 mai 1915. Il combat en Champagne et est promu brigadier le 23 septembre 1915,. L'année suivante, il participe à la bataille de Verdun avec son régiment avant d'être stationné dans le secteur de Craonne. Promu maréchal des logis le 8 mars 1917 puis aspirant le 17 septembre suivant, il est muté au 38e régiment d'artillerie de campagne qui prend position dans la région de Charmes,. En mars 1918, il est promu sous-lieutenant puis participe dans l'Oise à la résistance contre l'offensive allemande du printemps,. Victime d'une intoxication aux gaz durant les combats, Albert Guérin souffre d'une bronchite chronique qui lui vaut d'être réformé en octobre 1919 puis définitivement rayé des contrôles de l'armée en octobre 1923,.

### Entre-deux-guerres
Après la guerre, il retourne en Argentine et s'installe à Buenos Aires pour continuer de gérer son entreprise de parfumerie. Parallèlement, il est président de la chambre de commerce locale et du comité des sociétés françaises en Argentine.

### Seconde Guerre mondiale
Au début de la seconde guerre mondiale, l'âge et l'état de santé d'Albert Guérin ne lui permette pas d'être mobilisé. Cependant, refusant l'armistice du 22 juin 1940, il entreprend immédiatement de participer à la résistance contre l'occupation allemande. Le 25 juin, il rassemble d'autres anciens combattants expatriés et fonde le comité de Gaulle qui sera l'un des premiers comité de la France libre à l'étranger,. Déléguant la direction de son établissement, il se consacre à plein temps à la présidence de son comité, obtient l'adhésion de nombreux français d'Argentine et collecte des fonds permettant de soutenir l'effort de guerre de la France libre,. En juillet 1940, il fonde le Bulletin de la France libre, outil de communication du comité qui, de 10 000 exemplaires à son lancement à Buenos Aires, finira par atteindre une diffusion de 150 000 exemplaires dans toute l'amérique du sud,. Vétéran de la bataille de Verdun tout comme le général de Gaulle et le maréchal Pétain, Albert Guérin dénonce ouvertement l'attitude du second et sa décision de collaborer avec l'Allemagne. Son engagement au profit de la France libre est reconnu par cette dernière et lui vaut de recevoir la croix de la Libération en octobre 1941. Peu de temps auparavant, le régime de Vichy l'avait condamné par contumace à 15 ans de travaux forcés et à la déchéance de la nationalité française,.
En novembre 1942, après le débarquement allié en Afrique, alors que les américains tentent d'écarter de Gaulle au profit de l'amiral Darlan puis du général Giraud, Albert Guérin, antipétainiste et antigiraudiste convaincu, milite activement en faveur du chef de la France libre. Créant un nouveau périodique, La France nouvelle, il rédige contre Giraud des articles aussi virulents que ceux qu'il publiait contre Pétain dans le Bulletin de la France libre. En octobre 1943, il est nommé réprésentant des Amériques du sud et centrale à l'Assemblée consultative provisoire à Alger puis à Paris.

### Après-Guerre
Le conflit terminé, il repart pour l'Argentine où il reprend la direction de sa parfumerie. Il est également vice-président du comité directeur des français de l'étranger. Albert Guérin meurt à Buenos Aires le 19 mars 1974. Rapatrié en France, il est inhumé à Aiguilles, dans les Hautes-Alpes.

## Décorations
|  |  |  |

| Officier de la Légion d'honneur | Officier de la Légion d'honneur | Officier de la Légion d'honneur | Compagnon de la Libération Par décret du 10 octobre 1941 | Compagnon de la Libération Par décret du 10 octobre 1941 | Compagnon de la Libération Par décret du 10 octobre 1941 | Croix de guerre 1914-1918 | Croix de guerre 1914-1918 | Croix de guerre 1914-1918 |

## Publications
- Albert Guérin, Écrits de Résistance : 1940-1943, Éditions Transhumances, 2006 (ISBN 978-2-919754-73-1).